# قنبلة الكوبالت
قنبلة الكوبالت هي نوع من القنابل المملحة، وهي صورة من صور الأسلحة النووية قدمها الفيزيائى ليو سزيلارد الذي رأى أنها قادرة على تدمير كل صور الحياة على الأرض ويأتي بنهاية العالم ويوم القيامة. وغلاف أو قشرة القنبلة يصنع من معدن الكوبالت المعتاد بدلا من مادة انشطارية ثانية مثل اليورانيوم 235. ويتحول هذا الفلز إلى نظيره الكوبالت 60 بقذفه وإثارته بالإشعاع النيوترونى.
يكمن الخطر الحقيقي لهذه القنبلة في خطر التلوث الإشعاعي.
القنبلة الكوبالتية: هذه القنبلة لها قوة تدميرية خارقة قد تؤدى إلى إبادة الجنس البشرى بأكمله وكذلك كل الكائنات الحية وذلك في منطقة الانفجار وما حولها لمدة قد تصل إلى عشر سنوات.
وتتكون من ثلاثة أجزاء وهي:

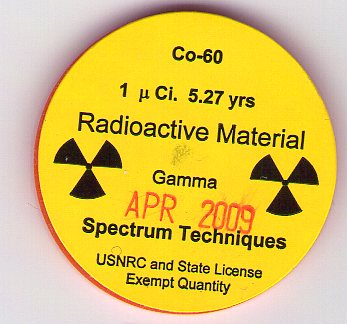
هذه صورة لحاوية نظائر بلاستيكية تحتوي على كوبالت -60. توجد كمية غير ضارة في هذه الحاوية.

1. قنبلة انشطارية تعمل كزناد للقنبلة الهيدروجينية.
2. قنبلة هيدروجينية تحتوى على الديتريوم مع الليثيوم
3. كمية كبيرة من الكوبالت توجد كغلاف للمجموعتين.

```
ونظرية هذه القنبلة الخطيرة تتلخص في أن النيوترونات الناتجة من انفجار القنبلة الهيدروجينية تؤثر على ذرات الكوبالت 59 وتحوله إلى الكوبالت 60 المشع وهو عنصر شديد الإشعاع وقد اختير هذا العنصر لان زمن نصف العمر له 5,2 سنة أي ان ذراته المشعة التي تنفجر في الجو يمكن ان يستمر اشعاعها ما يقرب من عشر سنوات. فإذا استخدم في هذه القنبلة كمية من الديتريوم ووزنها 10 آلاف طن ومع 10 آلاف طن من الكوبالت لاستطاعت هذه القنبلة إبادة أهل الأرض باكملهم في خلال عام واحد فقط لذلك أحجم العلماء عن تنفيذ هذه القنبلة البشعة شديدة الخطورة.
```